# Sonate pour cor et piano de Hindemith
La Sonate pour cor et piano est une œuvre de Paul Hindemith composée en 1939.

## Présentation
Œuvre composée en 1939, la Sonate pour cor et piano est « l'une des plus belles pages de la musique de chambre de Hindemith » pour Harry Halbreich, et la sonate pour cuivres « la plus lyrique et la plus intime » du compositeur selon Colin Mason,.
La partition est publiée à partir de 1940 par Schott.

## Structure
La Sonate, d'une durée moyenne d'exécution de dix-huit minutes environ, comprend trois mouvements teintés de romantisme et de dense polyphonie, :
1. Mäßig bewegt, à 
 ;
2. Ruhig bewegt, à 
, mouvement au « lyrisme noble[1] », à l'instar du mouvement précédent ;
3. Lebhaft, mouvement au ton « plus solennel, plus vigoureux, parfois dramatique »[1]. L'énergique 
 initial est interrompu par un épisode lent et poétique à 
, « avant d'être développé et mené jusqu'à une coda imposante, sans cesse élargie[1] ».

La tonalité générale de la pièce est fa majeur.

## Discographie
- Paul Hindemith : Five Brass Sonatas, Indésens, 2018, David Alonso (cor) et Hélène Tysman (piano)[4],[5].
- Hindemith : Complete Sonatas for Wind Instruments and Piano, Brilliant Classics, 2021, Gabriele Falcioni (cor) et Filippo Farinelli (piano)[6],[7].